# Дубровка (Аннинский район)
Дубровка — посёлок в Аннинском районе Воронежской области России.
Входит в состав Новожизненского сельского поселения.

## География

### Улицы
- ул. Весёлая,
- ул. Свободы,
- ул. Солнечная.

## Население
| 2000 | 2005 | 2010 |
| ---- | ---- | ---- |
| 286  | ↘216 | ↘116 |